# Zerenopsis
Zerenopsis är ett släkte av fjärilar. Zerenopsis ingår i familjen mätare.
Kladogram enligt Catalogue of Life:
| Zerenopsis | \| \| Zerenopsis leopardina \| \| \| \| \| \| Zerenopsis lepida \| \| \| \| |
|            | \| \| Zerenopsis leopardina \| \| \| \| \| \| Zerenopsis lepida \| \| \| \| |
|            | Zerenopsis leopardina                                                       |
|            |                                                                             |
|            | Zerenopsis lepida                                                           |
|            |                                                                             |